# الرباط باربل
الرباط باربل (الاسم العلمي: Luciobarbus rabatensis) (بالإنجليزية: Rabat barbel)‏ هو نوع من أسماك الشبوطيات المستوطنة في حوض نهر أبي رقراق في شمال المغرب.